# Futbol'ny Klub Tarpeda Minsk
Il Futbol'ny Klub Tarpeda Minsk (in cirillico bielorusso Футбольны Клуб Тарпеда Мінск, traslitterazione anglosassone FC Torpedo Minsk), è stata una società calcistica bielorussa con sede nella città di Minsk.  
Fondata nel 1947, ha disputato le partite interne nello Stadio Tarpeda di Minsk, impianto da 4 800 posti. A causa di problemi finanziari, la società si è sciolta nel 2005 per poi essere rifondata nel 2007. Nel corso della stagione 2019, sempre per motivi finanziari, la squadra cessa nuovamente di esistere.

## Cronistoria del nome
- 1947: Tarpeda
- 1947: Tarpeda-MTZ
- 1999: Tarpeda-MAZ
- 2003: Tarpeda-SKA
- 2007: Tarpeda-MAZ
- 2014: Tarpeda

## Palmarès

### Competizioni nazionali
- Druhaja liha: 1

2005

### Altri piazzamenti
- Coppa di Bielorussia:

Finalista: 1999-2000
Semifinalista: 1998-1999
- Peršaja Liha:

Terzo posto: 2017